# Agathosma bathii
Agathosma bathii là một loài thực vật có hoa trong họ Cửu lý hương. Loài này được (Dummer) Pillans mô tả khoa học đầu tiên năm 1950.